# Lancia Ypsilon (843)
Der Lancia Ypsilon (Typ 843) war ein Kleinwagen des italienischen Automobilherstellers Lancia.
Das Fahrzeug war der Nachfolger des Lancia Y. Es wurde im März 2003 auf dem Genfer Auto-Salon präsentiert und ab Oktober 2003 in Europa verkauft.
Das Nachfolgemodell des Ypsilon wurde im Juni 2011 eingeführt und gleichzeitig der Vertrieb dieses Typs in Deutschland eingestellt.
Er wurde jedoch bis zur Schließung des Lancia-Werkes Termini Imerese gegen Ende November 2011 für die Märkte Italien, Frankreich, Österreich, Portugal und Spanien auf Sizilien weiterhin produziert.

## Allgemeines, Design, Karosserie

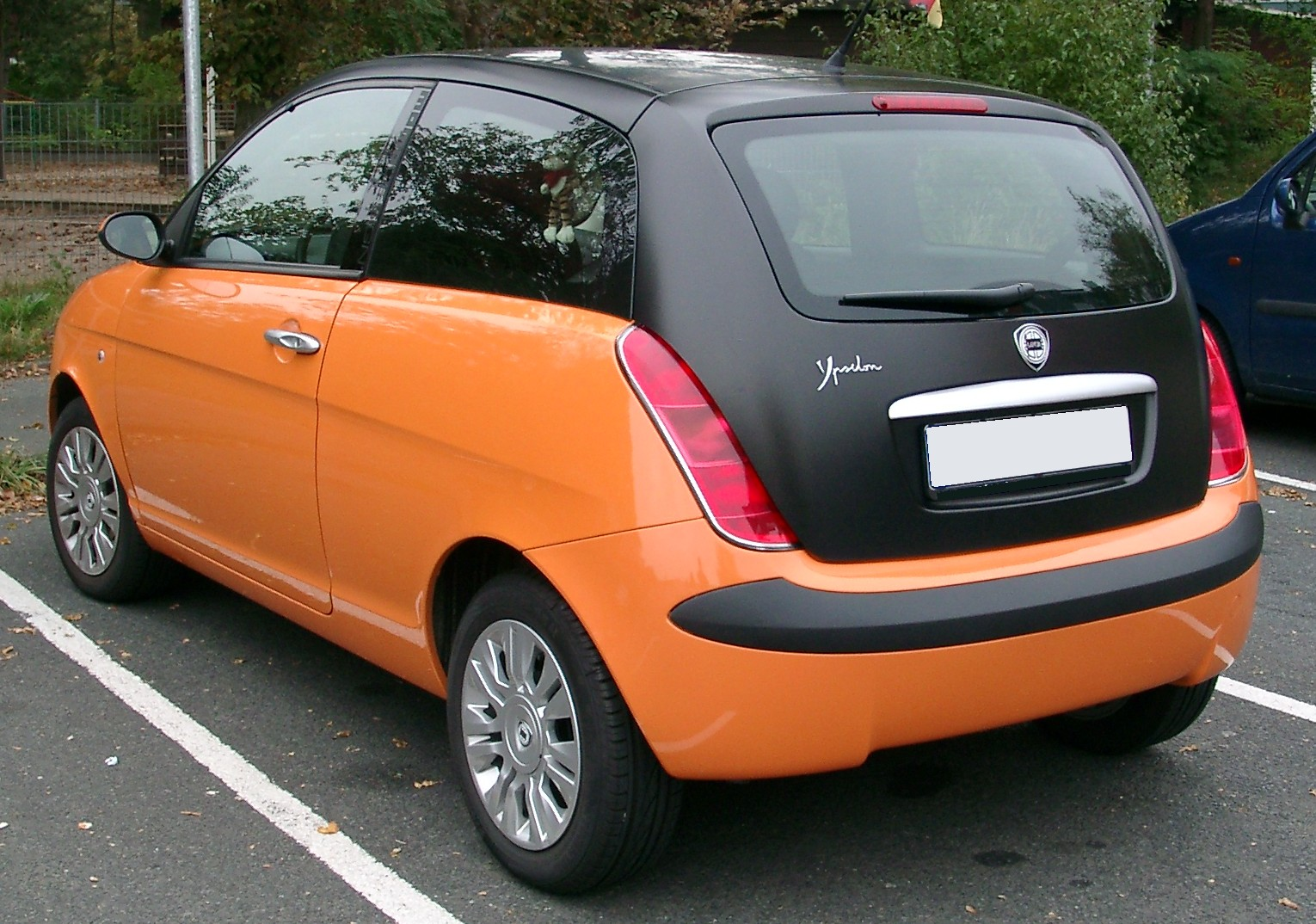
Heckansicht

Das Design des Lancia Ypsilon entwickelte die Stylingabteilung Centro Stile Lancia aus dem Lancia Y. Laut Lancia wurden auch Stilelemente des Lancia Thesis, Lancia Ardea und Lancia Appia übernommen. Es entstand eine dreitürige Steilhecklimousine, die fünf Zentimeter länger und vor allem knapp 10 cm höher als der Vorgänger ist. Mit 1,53 m gehörte das Modell zu den höchsten Autos der Kleinwagenklasse. Die Sitzposition war etwas höher als gewöhnlich, was den Ein- und Ausstieg erleichterte. Da der Ypsilon nur als dreitürige Version gebaut wurde, sah Lancia für Kunden, die ein kleineres fünftüriges Auto bevorzugen, den geringfügig längeren Minivan Lancia Musa vor, als Ersatz für eine Limousine mit fünf Türen.
Im Jahr 2004 wurde das Design mit dem „European Automotive Design Award“ mit dem Titel „L'Automobile più Bella del Mondo“ in der Kategorie Kleinwagen ausgezeichnet.
Während der Vorgänger Lancia Y noch in mehr als 100 Lackierungen lieferbar war, gab es für den Ypsilon eine wesentlich geringere Farbauswahl. Allerdings wurden regelmäßig auch seltenere Farben wie Elfenbein, Orange, Gelb, verschiedene Brauntöne oder Rosa angeboten. Besonders mit den seit 2004 angebotenen Zweifarblackierungen („Bi-Colore“) wirkt das Auto individuell bis extravagant. Bei diesen „Bi-Colore“-Lackierungen wurde auf das Dach, die Außenspiegel sowie die Heckklappe ein Hochglanz- oder Mattlack in einem anderen Farbton aufgetragen. Das Sondermodell „Versus“, eine Zusammenarbeit zwischen Lancia und Versace im Jahr 2008, erhielt auf Dach und Heckklappe im Siebdruckverfahren hergestellte Versus-Schriftzüge. Mit der Modellüberarbeitung kamen verschiedene Leichtmetallräder in Zweifarbausführung ins Programm. Teile dieser Räder sind auf chromähnlichen Hochglanz poliert und die anderen Teile in Anthrazit, Schwarz oder Braun lackiert.
Mit der Schreibweise des Modellnamens soll der Wagen vom Vorgänger Lancia Y unterschieden werden. Statt eines einzelnen Buchstabens wird bei diesem Modell der Name ausgeschrieben, also Ypsilon statt Y. Die interne Typbezeichnung lautet 843.

## Innenraum

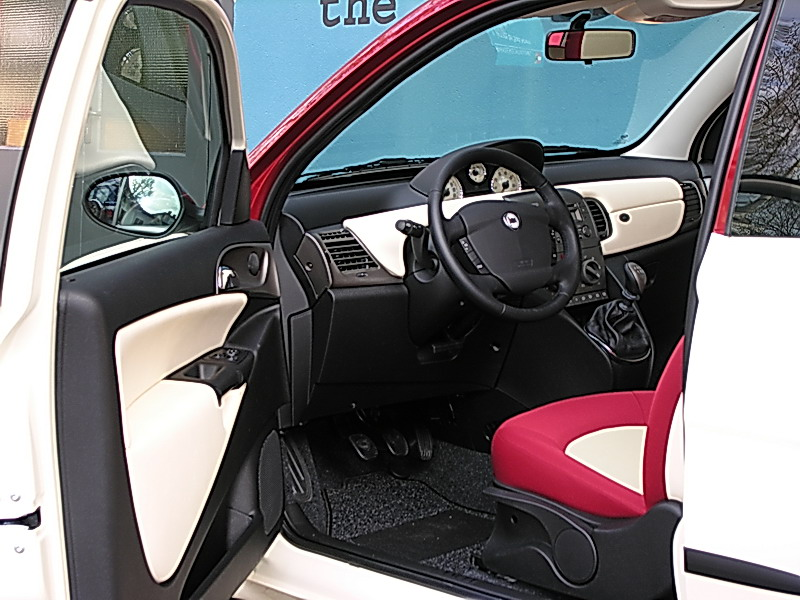
Innenraum des Lancia Ypsilon

Im Innenraum fällt die Gestaltung des Armaturenbretts auf. Auf der Oberseite befindet sich über die ganze Innenraumbreite hinweg eine Ablage, in deren Mitte die Instrumente angeordnet sind. Direkt unterhalb des Radios und der Bedienungselemente für die Heizung oder Klimatisierung ist der Schalthebel in der Mitte des Armaturenträgers angebracht und damit höher als sonst üblich. Das Lenkrad ist in der Höhe verstellbar, serienmäßig ist auch ein höhenverstellbarer Fahrersitz.
Die Sitze können mit Velours, textilem Bezug, Alcantara-Microfaser, Leder und seit dem „Facelift“ stattdessen mit Leder/Alcantara, oft auch in „Bi-Colore“-Ausführung, bezogen sein. Wahlweise gab es für den Fahrersitz eine Lordosenstütze. Entsprechend den Sitzbezügen sind stellenweise auch die Türverkleidungen mit Textil oder Leder bespannt. In dieser Fahrzeugklasse einmalig dürfte es sein, dass immer ein Teil des Armaturenbretts mit Textil oder Leder bezogen ist. Für dieses Modell waren verschiedene Rücksitzbänke erhältlich. Zum einen gab es eine dreisitzige Rücksitzbank, die sich als Ganzes umklappen lässt, zum anderen gab es eine Sitzbank mit zwei Sitzplätzen, deren Lehne sich dreistufig in der Neigung verstellen und ganz umklappen lässt. Je nach Ausstattung kann diese zweisitzige Sitzbank auch in der Länge verschiebbar sein und eine zweigeteilte Lehne haben, die sich im Verhältnis 50 : 50 und in der Neigung in drei Stufen verstellen oder ganz umklappen lässt. Bei letzterer Sitzbankversion ergibt sich durch die Verschiebemöglichkeit bei aufrechten Rücksitzlehnen ein variabler Kofferraum zwischen 215 l und 290 l. Lancia gab keinen Wert für das maximale Kofferraumvolumen bei vollständig umgeklappten Rücksitzen an. Der ADAC hat hierfür 525 l bis Fensterunterkante ermittelt.

## Ausstattung

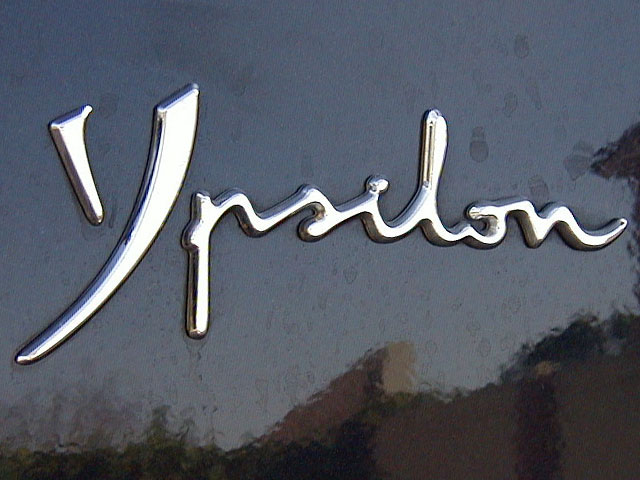
Schriftzug des Ypsilon

Wie seine Vorgänger konnte auch dieser Ypsilon, für diese Fahrzeugklasse, überdurchschnittlich ausgestattet werden. Zur Komfort-Serienausstattung gehörten eine Zentralverriegelung mit Funkfernbedienung, elektrische Fensterheber, Bordcomputer, Drehzahlmesser und Follow-me-home-Funktion mit Abschaltverzögerung der Scheinwerfer. Serienmäßig hatte jeder Ypsilon eine elektrische Servolenkung mit geschwindigkeitsabhängiger Lenkkraftunterstützung. Per Knopfdruck kann bei dieser Lenkung vom Normalmodus in den sogenannten Citymodus gewechselt werden, wodurch die Lenkkraftunterstützung deutlich zunimmt und Stadtfahrten und Parkmanöver erleichtert werden. Ab 70 km/h Fahrgeschwindigkeit ist die Servounterstützung in beiden Modi gleich.

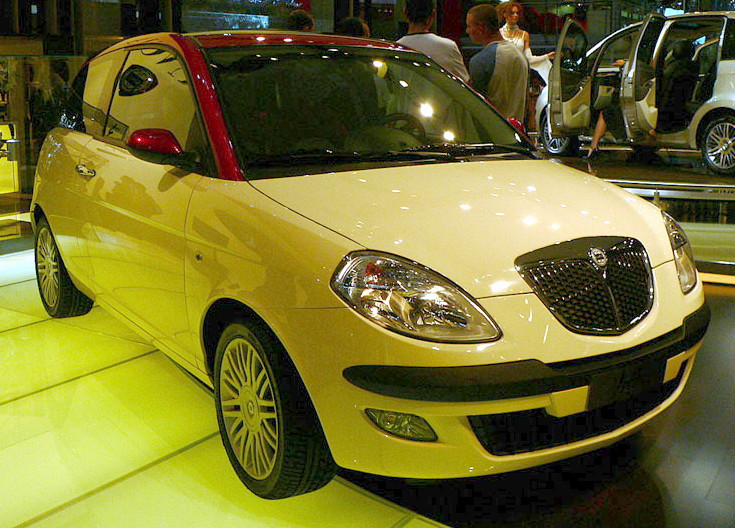
Lancia Ypsilon Bi-Colore (2003–2006)

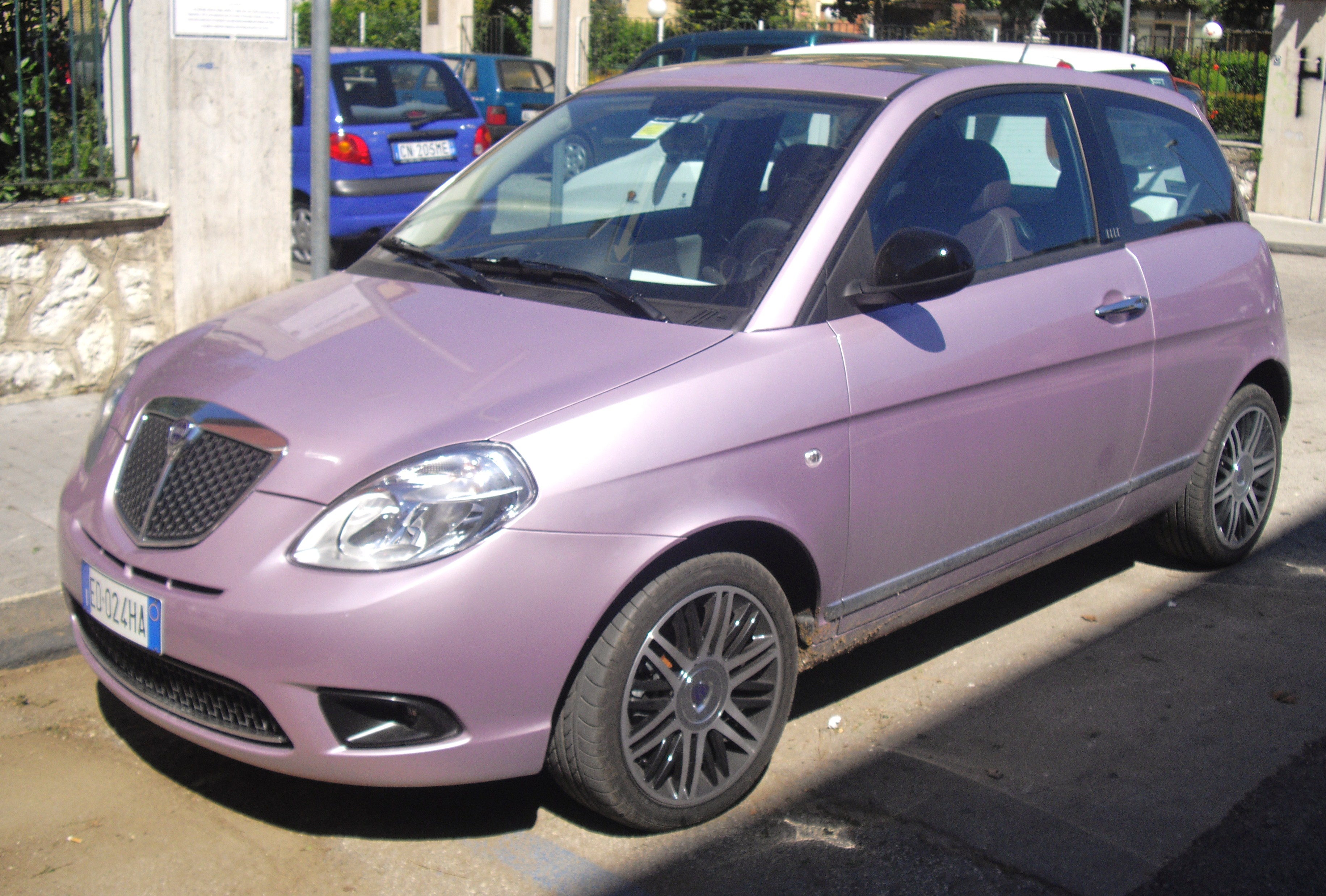
Lancia Ypsilon „Elle“ (2010)

Je nach Ausstattungslinie gehörten auch eine handgesteuerte Klimaanlage mit Pollenfilter und Umluftfunktion zur Serienausstattung sowie 15-Zoll-Leichtmetallräder, CD-Radio mit oder ohne MP3-Wiedergabefunktion, elektrisch verstell- und beheizbare Außenspiegel, Nebelscheinwerfer, Lenkrad und Schaltknauf in Leder und Tempomat. Manchmal war auch die automatische Zwei-Zonen-Klimaautomatik serienmäßig. Mit ihr ist es möglich, die Temperatur für die rechte und linke Innenraumhälfte getrennt einzustellen und einen maximalen Temperaturunterschied von 7 Grad zwischen den beiden Innenraumhälften zu erreichen. Die Steuerung erfolgt über eine elektronische Einheit und über Sensoren für die Innen- und Außentemperatur, einen Sensor für die Sonneneinstrahlung und einen Luftqualitätssensor (AQS). Letzterer schaltet bei schlechter Außenluft (etwa in Tunneln) automatisch die Umluftfunktion ein oder aus.
Für den Ypsilon war ein großes Glasschiebedach erhältlich. Es nimmt nahezu 70 Prozent des Dachhimmels ein und besteht aus zwei Glaspaneelen (einem festen und einem beweglichen) und zwei Sonnenrollos, die voneinander unabhängig in Richtung Fahrzeugheck gleiten. Außerdem waren 16-Zoll-Leichtmetallräder lieferbar sowie Parksensoren hinten, Raucher-Paket, Isofix-Vorrichtung, Regensensor und Dämmerungssensor.
Außer den CD-Radios war ein CD-Wechsler und ein BOSE-Soundsystem erhältlich, das aus sechs Lautsprechern, einem im Kofferraum eingebauten Subwoofer und einem Verstärker besteht; es konnte mit Funktionstasten am Lenkrad bedient werden. Das gegen Aufpreis lieferbare „Blue&Me-System“ ist eine Bluetooth-Funkfreisprechanlage mit Sprachsteuerung und einem USB-Port zum Abspielen von MP3- und WMA-Audiodateien über das Autoradio. Auf Wunsch gab es auch ein satellitengesteuertes Navigationssystem (GPS) „Connect Nav+“, das ein RDS-Radio mit CD-Player und ein GSM-Telefon enthielt. Es bietet die Funktionen WAP, Notruftaste, Sprachsteuerung, Kartendarstellung auf 6,5″-TFT-Farbdisplay und Zugang zu Telematikdienstleistungen.
Außer drei oder vier regulären Ausstattungslinien gibt und gab es etliche Sondermodelle, die nicht alle in Deutschland angeboten wurden. So gab es den Ypsilon als „Collezione Centenario“, „Moda Milano“, „Momo Design“, „Platino Plus“, „Limited Edition“, „Blue&Me“, „Unique Edition“, „Ego“, „E-Collection“, „Eco Chic“, „edizione“, „Elle“, „Elefantino Blu“, „Elefantino Rosso“, „Diva Collection“, „Collection 2011“ und den Ypsilon „Elefantino“.

## Sicherheit
In Deutschland gehörten zur serienmäßigen Sicherheitsausstattung vier Airbags (Fahrer-, Beifahrer- und zwei Window-Airbags), Gurtstraffer für die vorderen Sitzplätze, höhenverstellbare Sicherheitsgurte vorne, Kopfstützen und Dreipunktgurte auf allen Sitzplätzen sowie ABS mit elektronischem Bremskraftregler (EBD). Auf Wunsch gab es zwei zusätzliche Seitenairbags und ESP mit Berganfahrassistent (Hill Holder), Antriebsschlupfregelung (ASR) und Hydraulic Brake Assistance (HBA). Mit dem Lancia Ypsilon wurde kein Euro-NCAP-Crashtest durchgeführt.

## Modellpflege
Im August 2006 wurde zum 100. Unternehmensjubiläum von Lancia am Rande der 63. Internationalen Filmfestspiele von Venedig der überarbeitete Ypsilon präsentiert, der in dieser Form ab Oktober 2006 in den Handel kam.
Bei diesem Facelift wurde die Front- und Heckschürze umgestaltet. Die Stoßleisten aus schwarzem, unlackiertem Kunststoff wurden weggelassen und die Form des Kühllufteinlasses und die Nebelscheinwerfer wurden geändert. Seither ist die Heckschürze komplett lackiert und in den unteren Teil wurde eine horizontale Zierleiste mit an den Enden jeweils einem roten Reflektor eingelassen. Die Rückleuchten erhielten weiße Deckgläser. Durch die neuen Stoßfänger stieg die Fahrzeuglänge um 3,2 Zentimeter auf 3,81 Meter an.
Der Kühlergrill wurde geändert und die höheren Ausstattungslinien bekamen an den Seiten knapp oberhalb der Schweller Chromzierleisten. Die Ausstattungslinien wurden umbenannt und umstrukturiert. Die Sitzbezüge wurden passend zum Lackangebot geändert und bei den Ledersitzbezügen ist die Sitzmittelbahn nun mit Alcantara bezogen und auf den Kopfstützen ist der Ypsilon Schriftzug eingestickt.
Auf der technischen Seite kam es zu kleinen Überarbeitungen des Motorenangebots und zur Einführung des „Blue&Me-Info“-Telematiksystems. Außerdem wurden die Radzierblenden umgestaltet und es wurden zweifarbige Leichtmetallräder eingeführt.

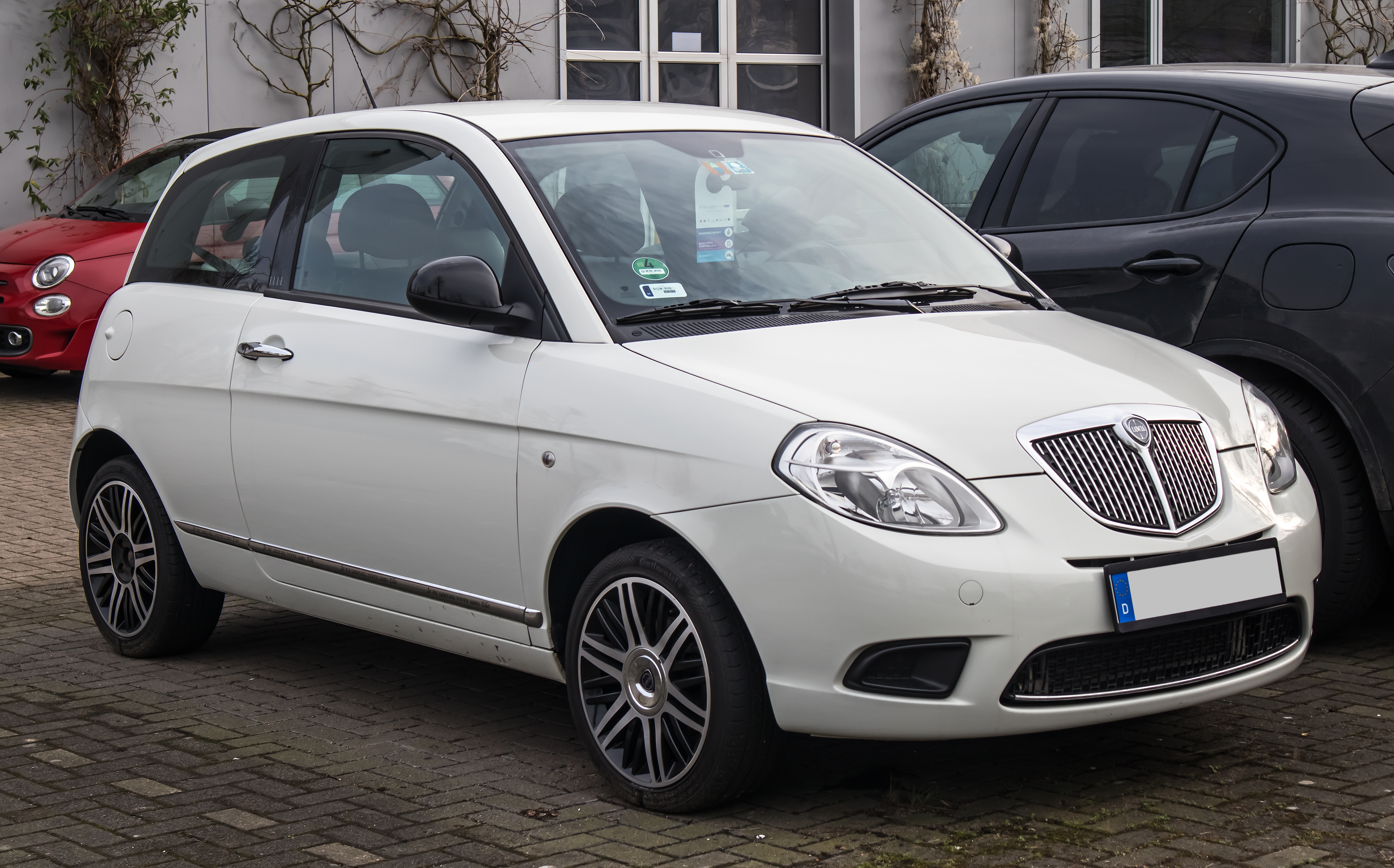
Lancia Ypsilon (2006–2011)
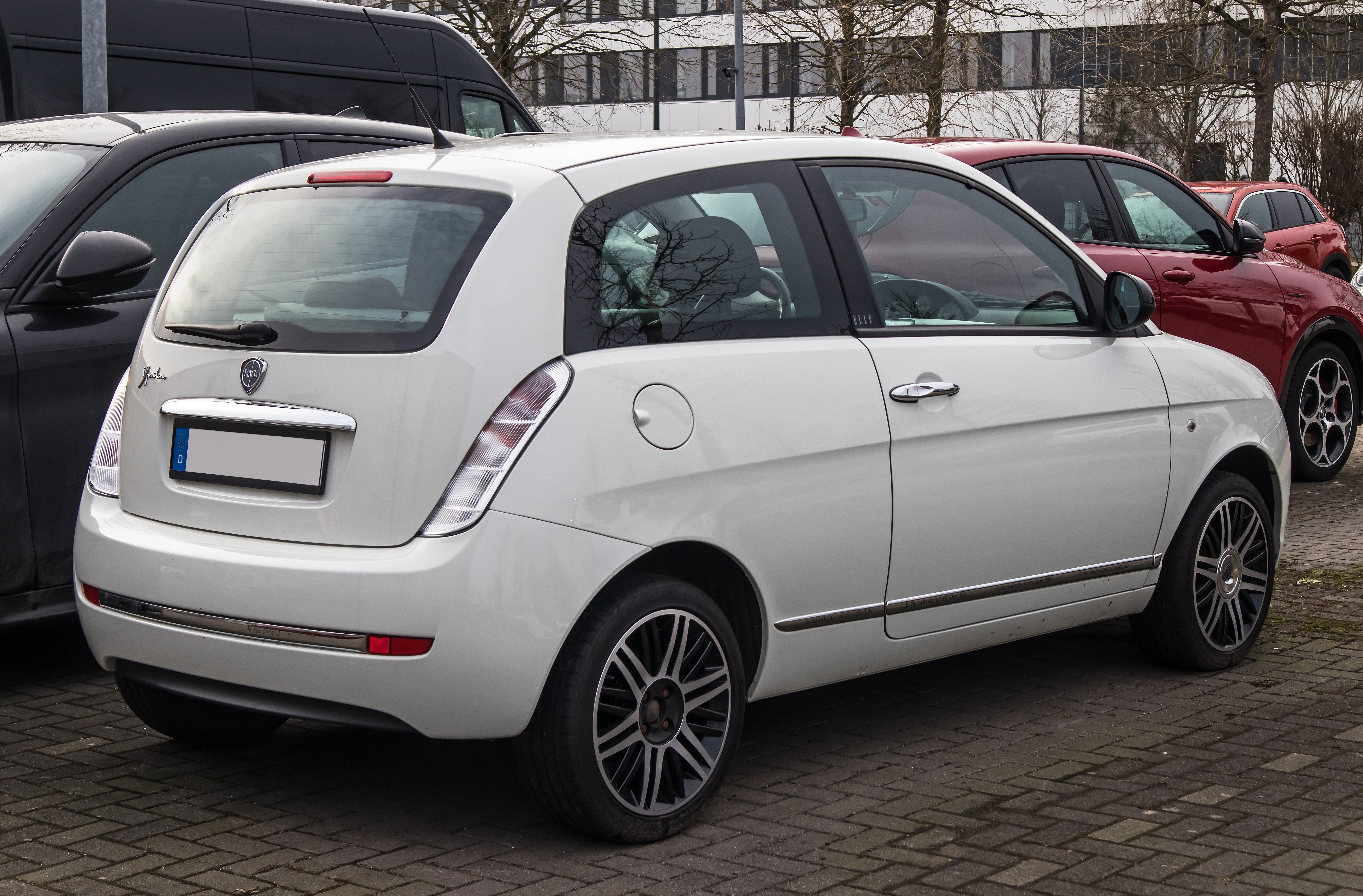
Heckansicht
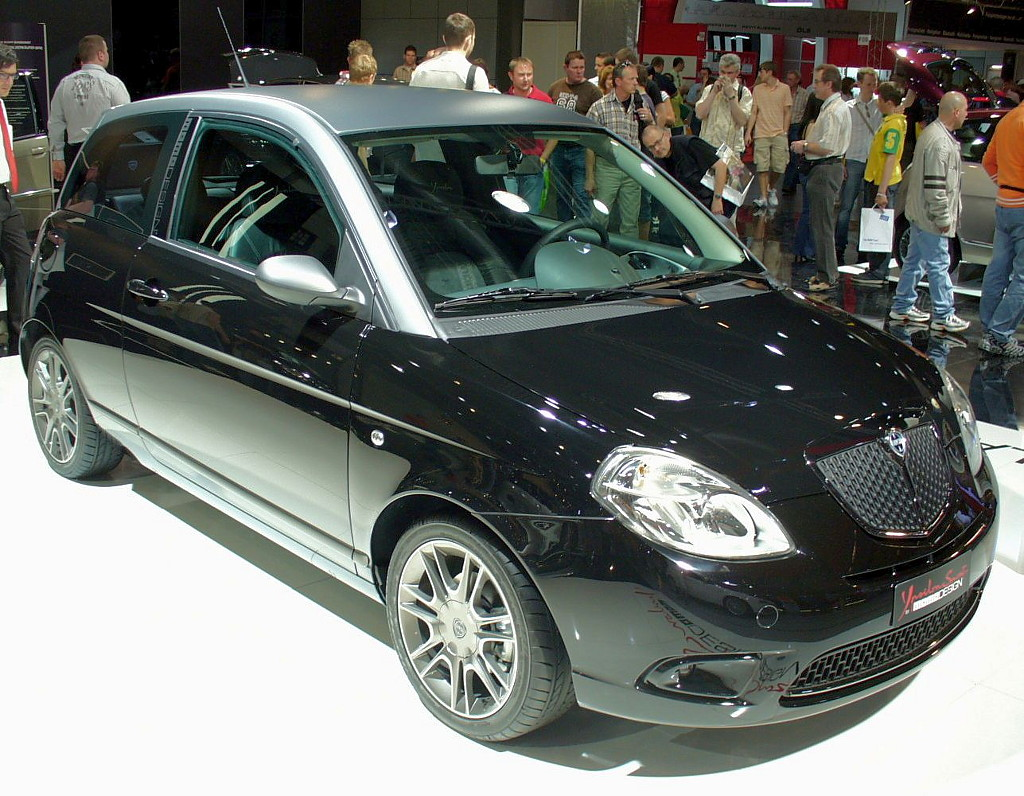
Lancia Ypsilon „Sport Momo Design“ (2007)
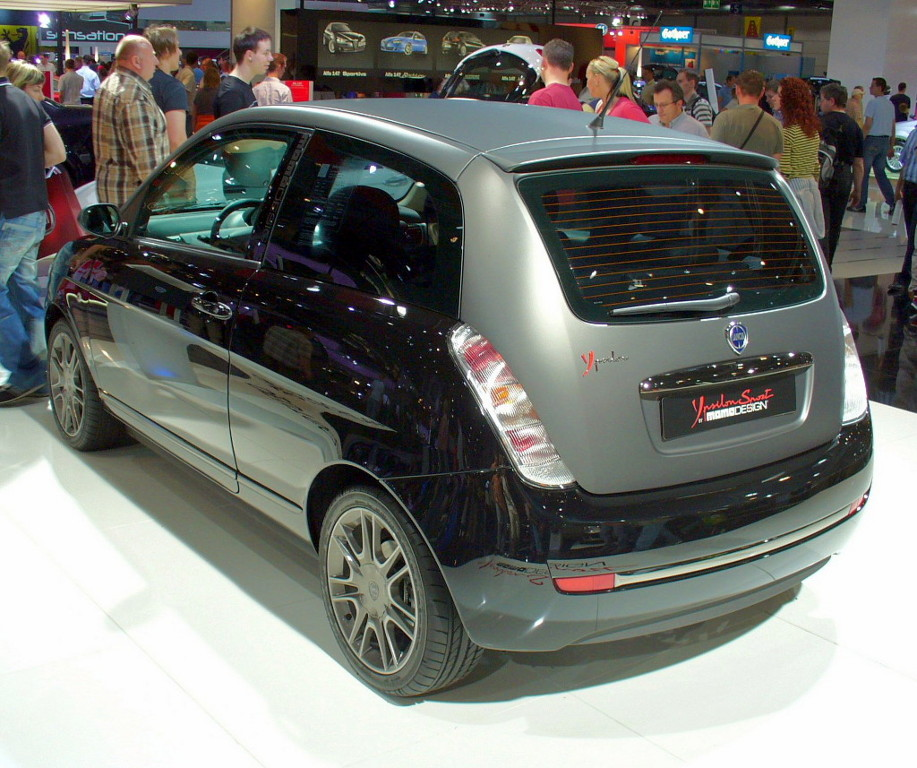
Heckansicht

Mit der Einführung des Ypsilon „Sport Momo Design“ 2007 wurde das neue Lancia-Marken-Emblem schrittweise in die Ypsilon-Baureihe eingeführt.

## Technik und Motoren
Die Vorderachse bestand beim Ypsilon aus Dreiecksquerlenkern mit Stabilisator und MacPherson-Federbeinen. Die Zahnstangenlenkung hatte eine elektrische Unterstützung. Die Hinterräder sind an einer Verbundlenkerachse mit Stabilisator, Schraubenfedern und Teleskopstoßdämpfer aufgehängt.
Die Bodengruppe entspricht der des Fiat Punto II. Außer Fünf- und Sechsgangschaltgetrieben gab es ein Automatikgetriebe mit fünf Gängen. Dieses sogenannte DFN-Getriebe (DFN für Dolce Far Niente, zu Deutsch: das süße Nichtstun) ist ein automatisiertes Schaltgetriebe, also ein herkömmliches Schaltgetriebe, bei dem ein Aggregat die Kupplung betätigt und ein weiteres Aggregat die Gänge einlegt, gesteuert von einer Steuerungselektronik. Ein Kupplungspedal gibt es nicht. Das Getriebe verbindet den Wirkungsgrad eines Schaltgetriebes mit den Vorzügen einer Getriebeautomatik, allerdings erreicht es durch systembedingte Schaltpausen nicht den Fahrkomfort einer herkömmlichen Wandlerautomatik. Die Schaltcharakteristik soll sich „selbstlernend“ an den Fahrstil des Fahrers anpassen.
Benzin-Motoren

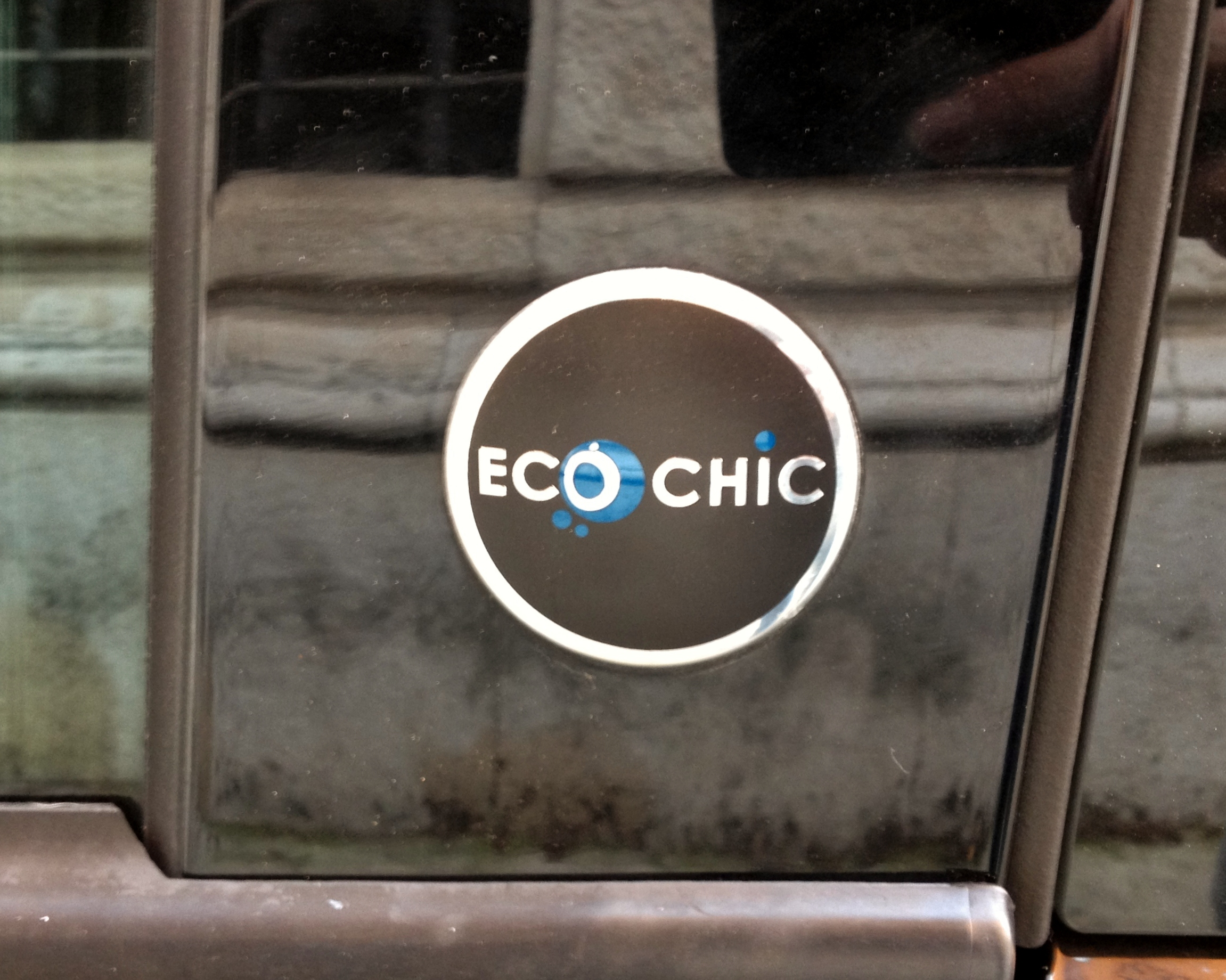

- 1.2 8V, 44 kW (60 PS), 07.2003–07.2010
- 1.2 8V, 51 kW (69 PS), 08.2010–11.2011
- 1.2 16V, 59 kW (80 PS), 07.2003–08.2006
- 1.4 8V, 57 kW (77 PS), 09.2006–11.2011
- 1.4 16V, 70 kW (95 PS), 07.2003–11.2011

Zum Modellstart im Oktober 2003 wurden drei Ottomotoren angeboten, nämlich der 1.2 8V, der 1.2 16V und der 1.4 16V. Mit der Modellüberarbeitung 2006 wurde der 1.2 16V-Motor durch den sparsameren 1.4 8V ersetzt. Alle diese Motoren erfüllten die Euro-4-Abgasnorm.
Ab August 2010 wurde in Deutschland nur noch der neue 1.2 8V-Motor angeboten, der mit 69 PS (51 kW) den sparsamsten Ottomotor für dieses Modell darstellte. Er erfüllt die Euro-5-Norm und liegt mit einem CO2-Ausstoß von 114 g/km auf dem Niveau der sparsamsten Dieselmotoren mit DFN-Getriebe. Üblicherweise waren die Ottomotoren mit einem 5-Gang-Schaltgetriebe kombiniert, nur der 1.4 16V hatte serienmäßig ein 6-Gang-Schaltgetriebe oder auf Wunsch ein 5-Gang-DFN-Getriebe.
Ausschließlich in Italien war der Ypsilon unter dem Namen EcoChic mit GPL-Autogas-Anlage ab Werk lieferbar.
Dieselmotoren
- 1.3 Multijet 16V, 51 kW (70 PS), 07.2003–08.2006
- 1.3 Multijet 16V, 55 kW (75 PS), 09.2006–11.2011
- 1.3 Multijet 16V, 66 kW (90 PS), 09.2006–11.2011
- 1.3 Multijet 16V, 77 kW (105 PS), 09.2006–11.2011

Der Ypsilon war der erste Lancia dieser Fahrzeugklasse, der mit Dieselmotoren angeboten wird. Direkt zur Markteinführung war der 1.3 Multijet 16V mit 70 PS erhältlich. Es ist der 1,3-l-Turbodieselmotor mit Common-Rail-Direkteinspritzung, der mit verschiedenen Modifikationen in vier verschiedenen Leistungsstufen angeboten wurde. Die Nockenwelle wird über eine Steuerkette angetrieben, die auf eine Laufleistung von 250.000 km ausgelegt ist. Während dieser Fahrstrecke soll am Motor keine mechanische Wartung nötig sein.
Mit der Modellüberarbeitung im Spätsommer 2006 wurde der 70-PS-Motor durch die 75-PS-Variante ersetzt und zusätzlich kam ein 1,3 Multijet mit 90 PS ins Angebot. Von nun an wurde für die Motoren mit 75 und 90 PS ein Rußpartikelfilter angeboten. Die Motoren in den Leistungsstufen 90 und 105 PS hatten Turbolader mit verstellbaren Turbinenleitschaufeln. Der Motor mit 105 PS konnte ausschließlich für den Ypsilon Sport Momo Design ab Frühjahr 2007 bestellt werden.
Alle Dieselmotoren erfüllten die Euro-4-Abgasnorm und waren nur mit 5-Gang-Schaltgetriebe oder mit DFN-Automatik (nicht für die 105 PS-Version) lieferbar.
Ab Februar 2010 wurden in Deutschland keine Dieselmotoren mehr angeboten.

## Technische Daten
| Lancia Ypsilon Benzin-Motoren                            | Lancia Ypsilon Benzin-Motoren | Lancia Ypsilon Benzin-Motoren | Lancia Ypsilon Benzin-Motoren | Lancia Ypsilon Benzin-Motoren | Lancia Ypsilon Benzin-Motoren |
| Lancia Ypsilon:                                          | 1.2 8V | 1.2 8V (neu) | 1.2 16V | 1.4 8V | 1.4 16V |
| -------------------------------------------------------- | --- | --- | --- | --- | --- |
| Motor:                                                   | 4-Zylinder-Reihenmotor (Viertakt), vorne quer                                                                                             | 4-Zylinder-Reihenmotor (Viertakt), vorne quer                                                                                             | 4-Zylinder-Reihenmotor (Viertakt), vorne quer                                                                                             | 4-Zylinder-Reihenmotor (Viertakt), vorne quer                                                                                             | 4-Zylinder-Reihenmotor (Viertakt), vorne quer                                                                                             |
| Ventile pro Zylinder:                                    | 2 | 2 | 4 | 2 | 4 |
| Hubraum:                                                 | 1.242 cm³ | 1.242 cm³ | 1.242 cm³ | 1.368 cm³ | 1.368 cm³ |
| Leistung bei 1/min:                                      | 44 kW (60 PS) bei 5000 | 51 kW (69 PS) bei 5500 | 59 kW (80 PS) bei 5000 | 57 kW (77 PS) bei 6000 | 70 kW (95 PS) bei 5800 |
| Max. Drehmoment bei 1/min:                               | 102 Nm bei 2500 | 102 Nm bei 3000 | 114 Nm bei 4000 | 113 Nm bei 3750 | 128 Nm bei 4500 |
| Gemischaufbereitung:                                     | Elektronische Multipoint-Kraftstoffeinspritzung                                                                                           | Elektronische Multipoint-Kraftstoffeinspritzung                                                                                           | Elektronische Multipoint-Kraftstoffeinspritzung                                                                                           | Elektronische Multipoint-Kraftstoffeinspritzung                                                                                           | Elektronische Multipoint-Kraftstoffeinspritzung                                                                                           |
| Ventilsteuerung:                                         | OHC, Zahnriemen | OHC, Zahnriemen | DOHC, Zahnriemen | OHC, Zahnriemen | DOHC, Zahnriemen |
| Getriebe:                                                | Manuell, 5-Gang | Manuell, 5-Gang | Manuell, 5-Gang | Manuell, 5-Gang | Manuell, 6-Gang/DFN 5-Gang |
| Radaufhängung vorn:                                      | Einzelradaufhängung, Typ MacPherson mit Querlenkern, Federbeinen und Stabilisator                                                         | Einzelradaufhängung, Typ MacPherson mit Querlenkern, Federbeinen und Stabilisator                                                         | Einzelradaufhängung, Typ MacPherson mit Querlenkern, Federbeinen und Stabilisator                                                         | Einzelradaufhängung, Typ MacPherson mit Querlenkern, Federbeinen und Stabilisator                                                         | Einzelradaufhängung, Typ MacPherson mit Querlenkern, Federbeinen und Stabilisator                                                         |
| Radaufhängung hinten:                                    | Verbundlenkerachse mit hydraulischen Teleskopstoßdämpfern und Stabilisator                                                                | Verbundlenkerachse mit hydraulischen Teleskopstoßdämpfern und Stabilisator                                                                | Verbundlenkerachse mit hydraulischen Teleskopstoßdämpfern und Stabilisator                                                                | Verbundlenkerachse mit hydraulischen Teleskopstoßdämpfern und Stabilisator                                                                | Verbundlenkerachse mit hydraulischen Teleskopstoßdämpfern und Stabilisator                                                                |
| Lenkung:                                                 | Elektrische Servolenkung Dualdrive, 9,83 m Wendekreis                                                                                     | Elektrische Servolenkung Dualdrive, 9,83 m Wendekreis                                                                                     | Elektrische Servolenkung Dualdrive, 9,83 m Wendekreis                                                                                     | Elektrische Servolenkung Dualdrive, 9,83 m Wendekreis                                                                                     | Elektrische Servolenkung Dualdrive, 9,83 m Wendekreis                                                                                     |
| Bremsanlage:                                             | Scheiben vorne 257 mm (innenbelüftet bei 1.2 16V, 1.4 8V u. 16V od. bei ESP), Trommeln hinten 203 mm (Sport Momo Design: Scheiben 240 mm) | Scheiben vorne 257 mm (innenbelüftet bei 1.2 16V, 1.4 8V u. 16V od. bei ESP), Trommeln hinten 203 mm (Sport Momo Design: Scheiben 240 mm) | Scheiben vorne 257 mm (innenbelüftet bei 1.2 16V, 1.4 8V u. 16V od. bei ESP), Trommeln hinten 203 mm (Sport Momo Design: Scheiben 240 mm) | Scheiben vorne 257 mm (innenbelüftet bei 1.2 16V, 1.4 8V u. 16V od. bei ESP), Trommeln hinten 203 mm (Sport Momo Design: Scheiben 240 mm) | Scheiben vorne 257 mm (innenbelüftet bei 1.2 16V, 1.4 8V u. 16V od. bei ESP), Trommeln hinten 203 mm (Sport Momo Design: Scheiben 240 mm) |
| Sitzplätze:                                              | 4 oder 5 | 4 oder 5 | 4 oder 5 | 4 oder 5 | 4 oder 5 |
| Länge/Breite/Höhe:                                       | 3778 (Facelift: 3810)/1704/1530 mm | 3778 (Facelift: 3810)/1704/1530 mm | 3778 (Facelift: 3810)/1704/1530 mm | 3778 (Facelift: 3810)/1704/1530 mm | 3778 (Facelift: 3810)/1704/1530 mm |
| Radstand:                                                | 2.388 mm | 2.388 mm | 2.388 mm | 2.388 mm | 2.388 mm |
| Leergewicht (inkl. 75 kg Fahrergew.)/zul. Gesamtgewicht: | 1020/1460 kg | 1020/1460 kg | 1050/1490 kg | 1055/1495 kg | 1055/1495 kg |
| Kofferraum:                                              | 215–290 l | 215–290 l | 215–290 l | 215–290 l | 215–290 l |
| Tankvolumen:                                             | 47 l | 47 l | 47 l | 47 l | 47 l |
| Kraftstoff:                                              | Super bleifrei (ROZ 95) | Super bleifrei (ROZ 95) | Super bleifrei (ROZ 95) | Super bleifrei (ROZ 95) | Super bleifrei (ROZ 95) |
| Höchstgeschwindigkeit:                                   | 153 km/h | 160 km/h | 165 km/h | 167 km/h | 175 km/h |
| Beschleunigung 0–100 km/h:                               | 16,8 s | 15,8 s | 13,2 s | 13,5 s | 10,9 s (10,4 s) |
| Verbrauch (Liter/100 km) nach RL 80/1268/EWG:            | | | | | |
| Stadt:                                                   | 7,7 l | 6,5 l | 7,7 l | 7,2 l | 8,5 l (8,2 l) |
| Überland:                                                | 5,0 l | 4,0 l | 5,0 l | 4,6 l | 5,4 l (5,4 l) |
| kombiniert:                                              | 6,0 l | 4,9 l | 6,0 l | 5,5 l | 6,6 l (6,4 l) |
| CO2-Emissionen (g/km):                                   | 142 | 114 | 142 | 130 | 155 (152) |

Werte in Klammern gelten für DFN-Automatik
| Lancia Ypsilon Diesel-Motoren                            | Lancia Ypsilon Diesel-Motoren                                                                               | Lancia Ypsilon Diesel-Motoren                                                                               | Lancia Ypsilon Diesel-Motoren                                                                               | Lancia Ypsilon Diesel-Motoren                                                                               |
| Lancia Ypsilon:                                          | 1.3 Multijet 16V 70 PS                                                                                      | 1.3 Multijet 16V 75 PS                                                                                      | 1.3 Multijet 16V 90 PS                                                                                      | 1.3 Multijet 16V 105 PS                                                                                     |
| -------------------------------------------------------- | --- | --- | --- | --- |
| Motor:                                                   | 4-Zylinder-Reihenmotor (Viertakt), vorne quer                                                               | 4-Zylinder-Reihenmotor (Viertakt), vorne quer                                                               | 4-Zylinder-Reihenmotor (Viertakt), vorne quer                                                               | 4-Zylinder-Reihenmotor (Viertakt), vorne quer                                                               |
| Ventile pro Zylinder:                                    | 4 | 4 | 4 | 4 |
| Hubraum:                                                 | 1.248 cm³                                                                                                   | 1.248 cm³                                                                                                   | 1.248 cm³                                                                                                   | 1.248 cm³                                                                                                   |
| Leistung bei 1/min:                                      | 51 kW (70 PS) bei 4.000                                                                                     | 55 kW (75 PS) bei 4.000                                                                                     | 66 kW (90 PS) bei 4.000                                                                                     | 77 kW (105 PS) bei 4.000                                                                                    |
| Max. Drehmoment bei 1/min:                               | 180 Nm bei 1.750                                                                                            | 190 Nm bei 1.750                                                                                            | 200 Nm bei 1.750                                                                                            | 200 Nm bei 1.750                                                                                            |
| Gemischaufbereitung:                                     | Elektronisch gesteuerte Multijet-Direkteinspritzung vom Typ „Common Rail“ mit Turbolader und Ladeluftkühler | Elektronisch gesteuerte Multijet-Direkteinspritzung vom Typ „Common Rail“ mit Turbolader und Ladeluftkühler | Elektronisch gesteuerte Multijet-Direkteinspritzung vom Typ „Common Rail“ mit Turbolader und Ladeluftkühler | Elektronisch gesteuerte Multijet-Direkteinspritzung vom Typ „Common Rail“ mit Turbolader und Ladeluftkühler |
| Ventilsteuerung:                                         | DOHC, Steuerkette                                                                                           | DOHC, Steuerkette                                                                                           | DOHC, Steuerkette                                                                                           | DOHC, Steuerkette                                                                                           |
| Getriebe:                                                | Manuell, 5-Gang/DFN 5-Gang (bei 70, 75 u. 90 PS)                                                            | Manuell, 5-Gang/DFN 5-Gang (bei 70, 75 u. 90 PS)                                                            | Manuell, 5-Gang/DFN 5-Gang (bei 70, 75 u. 90 PS)                                                            | Manuell, 5-Gang/DFN 5-Gang (bei 70, 75 u. 90 PS)                                                            |
| Radaufhängung vorn:                                      | Einzelradaufhängung, Typ MacPherson mit Querlenkern, Federbeinen und Stabilisator                           | Einzelradaufhängung, Typ MacPherson mit Querlenkern, Federbeinen und Stabilisator                           | Einzelradaufhängung, Typ MacPherson mit Querlenkern, Federbeinen und Stabilisator                           | Einzelradaufhängung, Typ MacPherson mit Querlenkern, Federbeinen und Stabilisator                           |
| Radaufhängung hinten:                                    | Verbundlenkerachse mit hydraulischen Teleskopstoßdämpfern und Stabilisator                                  | Verbundlenkerachse mit hydraulischen Teleskopstoßdämpfern und Stabilisator                                  | Verbundlenkerachse mit hydraulischen Teleskopstoßdämpfern und Stabilisator                                  | Verbundlenkerachse mit hydraulischen Teleskopstoßdämpfern und Stabilisator                                  |
| Lenkung:                                                 | Elektrische Servolenkung Dualdrive, 9,83 m Wendekreis                                                       | Elektrische Servolenkung Dualdrive, 9,83 m Wendekreis                                                       | Elektrische Servolenkung Dualdrive, 9,83 m Wendekreis                                                       | Elektrische Servolenkung Dualdrive, 9,83 m Wendekreis                                                       |
| Bremsanlage:                                             | Scheiben vorne 257 mm (innenbelüftet), Trommeln hinten 203 mm (Sport Momo Design: Scheiben 240 mm)          | Scheiben vorne 257 mm (innenbelüftet), Trommeln hinten 203 mm (Sport Momo Design: Scheiben 240 mm)          | Scheiben vorne 257 mm (innenbelüftet), Trommeln hinten 203 mm (Sport Momo Design: Scheiben 240 mm)          | Scheiben vorne 257 mm (innenbelüftet), Trommeln hinten 203 mm (Sport Momo Design: Scheiben 240 mm)          |
| Sitzplätze:                                              | 4 oder 5 | 4 oder 5 | 4 oder 5 | 4 oder 5 |
| Länge/Breite/Höhe:                                       | 3.778 (Facelift: 3.810)/1.704/1.530 mm                                                                      | 3.778 (Facelift: 3.810)/1.704/1.530 mm                                                                      | 3.778 (Facelift: 3.810)/1.704/1.530 mm                                                                      | 3.778 (Facelift: 3.810)/1.704/1.530 mm                                                                      |
| Radstand:                                                | 2.388 mm | 2.388 mm | 2.388 mm | 2.388 mm |
| Leergewicht (inkl. 75 kg Fahrergew.)/zul. Gesamtgewicht: | 1.120/1.520 kg                                                                                              | 1.120/1.520 kg                                                                                              | 1.120/1.520 kg                                                                                              | 1.120/1.520 kg                                                                                              |
| Kofferraum:                                              | 215–290 l                                                                                                   | 215–290 l                                                                                                   | 215–290 l                                                                                                   | 215–290 l                                                                                                   |
| Tankvolumen:                                             | 47 l | 47 l | 47 l | 47 l |
| Kraftstoff:                                              | Diesel | Diesel | Diesel | Diesel |
| Höchstgeschwindigkeit:                                   | 165 km/h | 167 km/h | 175 km/h | 177 km/h |
| Beschleunigung 0–100 km/h:                               | 15,1 s (14,2 s)                                                                                             | 14,5 s (14,0 s)                                                                                             | 11,0 s (10,5 s)                                                                                             | 10,3 s |
| Verbrauch (Liter/100 km) nach RL 80/1268/EWG:            | | | | |
| Stadt:                                                   | 5,7 l (5,6 l)                                                                                               | 5,4 l (5,2 l)                                                                                               | 5,4 l (5,2 l)                                                                                               | 5,7 l |
| Überland:                                                | 3,9 l (3,9 l)                                                                                               | 3,9 l (3,8 l)                                                                                               | 3,9 l (3,8 l)                                                                                               | 4,1 l |
| kombiniert:                                              | 4,6 l (4,6 l)                                                                                               | 4,5 l (4,3 l)                                                                                               | 4,5 l (4,3 l)                                                                                               | 4,7 l |
| CO2-Emissionen (g/km):                                   | 119 (119)                                                                                                   | 117 (114)                                                                                                   | 117 (114)                                                                                                   | 123 |

Werte in Klammern gelten für DFN-Automatik

## Belege
- Lancia Pressemitteilungen (www.lanciapress.com)
- Lancia Betriebsanleitungen
- Lancia Magazin 02/03